# Darrigsdorf
Darrigsdorf ist eine Ortschaft der Stadt Wittingen im niedersächsischen Landkreis Gifhorn.

## Geografie
Der Ort liegt nordwestlich des Kernbereichs von Wittingen.
Westlich vom Ort verläuft der Elbe-Seitenkanal und fließt die 43,1 km lange Ise, die in Gifhorn in die Aller mündet.
Die B 244 verläuft südlich vom Ort.

## Geschichte
Am 1. März 1974 wurde Darrigsdorf zusammen mit den damaligen Gemeinden Erpensen, Gannerwinkel, Glüsingen, Kakerbeck, Lüben, Rade, Stöcken, Suderwittingen und Wollerstorf in die Stadt Wittingen eingemeindet.

## Religion
Darrigsdorf ist Pfarrort einer evangelisch-lutherischen Kirchengemeinde, die seit 1811 mit der Kirchengemeinde Wittingen pfarramtlich verbunden ist. Heute gehört die Kirchengemeinde zum Kirchenkreis Wolfsburg-Wittingen der Evangelisch-lutherischen Landeskirche Hannovers. Katholische Einwohner gehören zur Kirche Maria Königin in Wittingen.

## Politik
Ortsvorsteher ist Jan-Robert Kugel. Vorheriger Ortsvorsteher war Holger Reiche von 2006 bis 2023.

## Kultur und Sehenswürdigkeiten
Die evangelische St.-Gabriel-Kirche, eine gotische Feldstein-Saalkirche, stammt aus der Zeit um 1400. Nachträglich hat sie Strebepfeiler aus Backstein erhalten. Der Westturm aus Fachwerk wurde 1782 erbaut. Der Anbau im Westen stammt aus dem Jahr 1960.